# Sonac
Sonac is een gemeente in het Franse departement Lot (regio Occitanie) en telt 78 inwoners (2009). De plaats maakt deel uit van het arrondissement Figeac.

## Geografie
De oppervlakte van Sonac bedraagt 7,7 km², de bevolkingsdichtheid is dus 10,1 inwoners per km².
De onderstaande kaart toont de ligging van Sonac met de belangrijkste infrastructuur en aangrenzende gemeenten.

## Demografie
Onderstaande figuur toont het verloop van het inwonertal (bron: INSEE-tellingen).